# Henckelia sericiflava
Henckelia sericiflava är en tvåhjärtbladig växtart som beskrevs av R. Kiew och Banka. Henckelia sericiflava ingår i släktet Henckelia och familjen Gesneriaceae. Inga underarter finns listade i Catalogue of Life.